# Cmentarz ewangelicko-augsburski w Kaliszu
Cmentarz ewangelicko-augsburski w Kaliszu, Góra Luterska – cmentarz protestancki w Kaliszu, na Rogatce, założony przed 1689; jeden z najstarszych polskich cmentarzy, najstarszy zachowany cmentarz w Kaliszu, pomnik sztuki sepulkralnej wpisany do rejestru zabytków w 1998; spoczywają na nim prochy wielu zasłużonych kaliszan i Wielkopolan. 
Powstanie cmentarza protestanckiego położonego za Wrocławskim Przedmieściem należy wiązać z osiedleniem się po 1550 w Kaliszu i okolicy (np. w Koźminku) protestantów różnych wyznań m.in. braci czeskich, braci polskich, kalwinów, luteran, a nawet szkockich purytan, którzy pomimo różnic wyznaniowych posiadali wspólny cmentarz.
Najstarszym zachowanym nagrobkiem jest pomnik Wojciecha Greffena (zm. 1817), podpułkownika Wojska Polskiego, powstańca kościuszkowskiego, odznaczonego orderem Virtuti Militari.
Przy głównej alei na osi wschód-zachód znajdują się grobowce rodzinne prawie wszystkich przemysłowców i zamożniejszych rzemieślników kaliskich z rodzin ewangelickich oraz wysokich carskich urzędników i wojskowych pochodzenia niemieckiego i religii luterańskiej. Grobowce przy murze południowym graniczącym z cmentarzem katolickim mają odpowiedniki po stronie katolickiej: są to w rzeczywistości miejsca pochówku tych samych rodzin, których członkowie wyznawali częściowo wiarę katolicką, częściowo ewangelicką i byli chowani na odpowiednim cmentarzu – krypty nie są w środku przedzielone murem, a więc zmarli spoczywali razem, i jednocześnie, zgodnie z wyznaniem, na „swym” cmentarzu. Obecnie większość grobowców po stronie katolickiej jest wykupiona przez nowych użytkowników i nosi inne nazwiska.
Na cmentarzu pochowani są m.in. Jan Bernhard, Gustaw Arnold Fibiger I, Gustaw Arnold Fibiger III, Emil Ordon, Konrad Wünsche, matka Ludwika Adolfa Neugebauera; symboliczny grób posiada Aleksander Emil Ulrych, więzień Buchenwaldu.
W nowszej, południowej części cmentarza znajdują się groby osadników niemieckich przesiedlonych w Kaliskie z krajów bałtyckich w czasie okupacji niemieckiej (1939–1945).

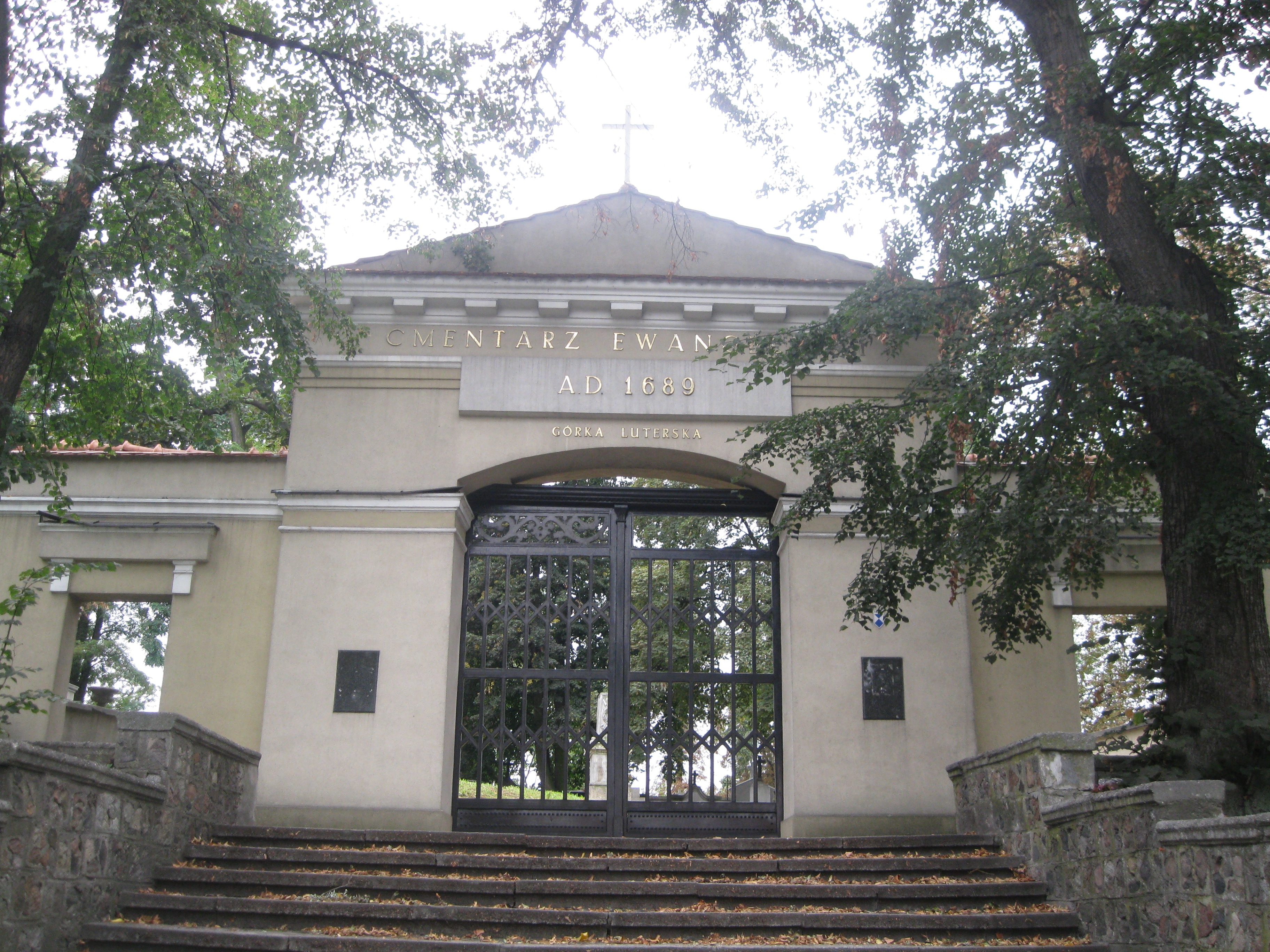
Brama wejściowa
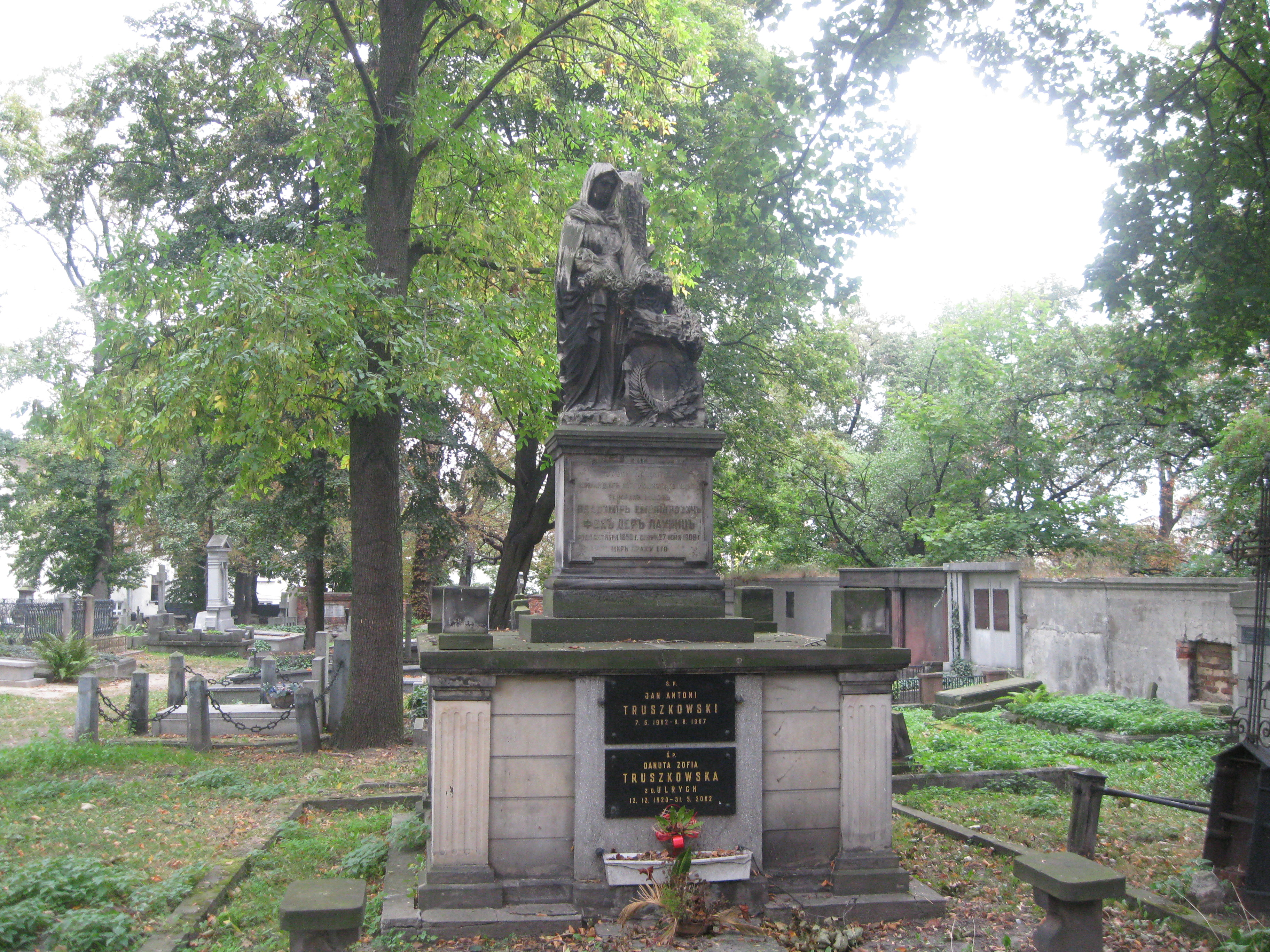
Grobowiec Truszkowskich
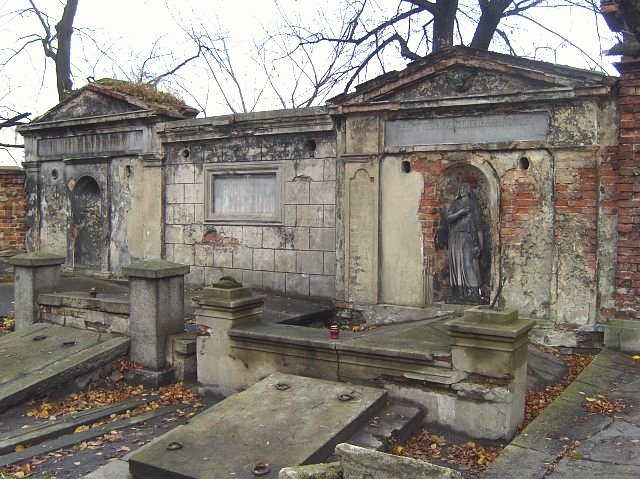
Góra Luterska, kwatera 8 (mur północny)